# Corinne Vezzoni
Corinne Vezzoni, född 21 maj 1962 i Arles, är en fransk arkitekt.
Corinne Vezzoni  utbildade sig på École d’Architecture de Marseille Luminy. Efter examen arbetade hon på Atelier Perrachon - Sbriglio och grundade arkitektfirman Corinne Vezzoni et Associés i Marseille 2000. Han har varit medlem i Académie d’Architecture  i Paris sedan 2011. 

## Verk i urval
- Palais des Festivals i Cannes,
- Pôle d'échange de la Fourragères i Marseille
- Archives et la Bibliothèque de Prêt i  Bouches-du-Rhône
- Centre de conservation et de ressources, del av  Musée des civilisations de l'Europe et de la Méditerranée i Marseille, 2013